# 큐비클

큐비클이 설치된 환경에서 일하는 사무 노동자

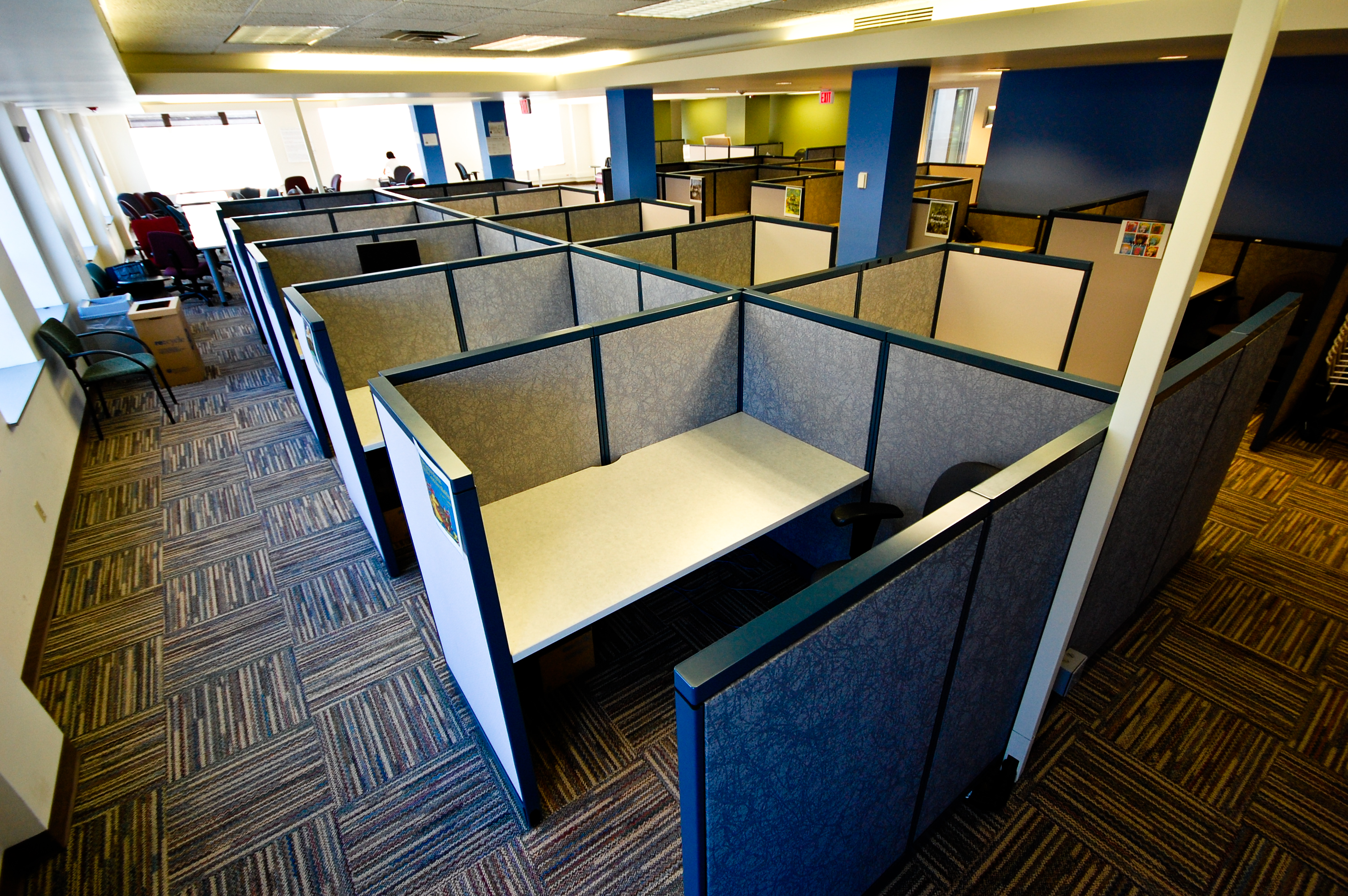
사무실 안의 비어있는 큐비클

큐비클(cubicle)은 보통은 5~6피트(1.5~1.8미터) 높이의 파티션으로 이웃 작업공간과 분리된 부분적으로 폐쇄된 오피스 작업 공간이다. 사무 노동자들과 관리자들이 개방된 작업공간의 시야와 소음을 분리함으로써 간섭을 덜 받으면서 집중을 할 수 있게 하는 것이 목적이다. 큐비클은 사용자의 요구에 따라 벽, 표면, 서랍 등 모듈식 부품으로 구성되어 있다. 설치는 일반적으로 훈련된 인력에 의해 수행되지만 일부 큐비클은 특별한 훈련을 받지 않은 사용자에 의한 구성 변경을 허용한다.
2010년대와 2020년대의 큐비클은 컴퓨터, 모니터, 키보드, 마우스가 보통 함께 구비된다. 큐비클은 보통 데스크 전화를 갖추고 있다. 수많은 사무실이 조명을 위해 머리 위에 형광등을 배치해놓기 때문에 큐비클은 추가 조명이 있을 수도 없을 수도 있다.
큐비클은 디자이너 로버트 프롭스트가 헤르만 밀러(Herman Miller)를 위해 개발한 것으로, 1967년 액션 오피스(Action Office) II라는 이름으로 출시되었다.

## 같이 보기
- 건축음향학
- 사운드 마스킹